# Gearbox Software
Gearbox Software – amerykańskie studio produkujące gry komputerowe, założone w styczniu 1999 roku. Jest odpowiedzialne za serie gier Borderlands oraz Brothers in Arms. Przedsiębiorstwo wyprodukowało też konwersję Half-Life’a na konsolę PlayStation 2 oraz dodatki do gry – Half-Life: Blue Shift, Half-Life: Opposing Force i Half-Life: Decay.

## Gry wyprodukowane przez Gearbox
- Half-Life: Opposing Force – dodatek do Half-Life (1999)
- Half-Life – port na konsolę PlayStation 2 (2001)
- Half-Life: Blue Shift – dodatek do Half-Life’a (2001)
- Half-Life: Decay – dodatek do Half-Life’a na PlayStation 2 (2001)
- Tony Hawk’s Pro Skater 3 – PC (2002)
- James Bond 007: Nightfire – PC, Apple Macintosh (2002)
- Halo: Combat Evolved – PC (2003) – produkowane razem z Bungie Studios
- Brothers in Arms: Road to Hill 30 – PC, Xbox, PlayStation 2 (2005)
- Brothers in Arms: Earned in Blood – PC, Xbox, PlayStation 2 (druga poł. 2005)
- Brothers in Arms: Hell’s Highway – PC, PS3, X360 (2008)
- Borderlands – PC, PS3, X360 (2009)
- Duke Nukem Forever – PC, PS3, X360 (2011)
- Borderlands 2 – PC, PS3, X360 (2012)
- Aliens: Colonial Marines – PC, PS3, X360, Wii U (2013)
- Borderlands: The Pre-Sequel[2] – PC, PS3, X360 (2014)
- Battleborn – PC, PS4, XONE (2016)
- Borderlands 3 – PC, PS4, XONE (2019)[3]

## Gry anulowane
- Brothers in Arms: Furious 4[4]